# Нова Добасна
Нова До́басна (біл. Но́вая До́басна, трансліт.: Novaja Dobasna; рос. Новая Добосна) — село в Кіровському районі, Могильовська область, Білорусь.
Входить до складу Добасненської сільської ради. До 2018 року його адміністративний центр.